# Joonas Sildre

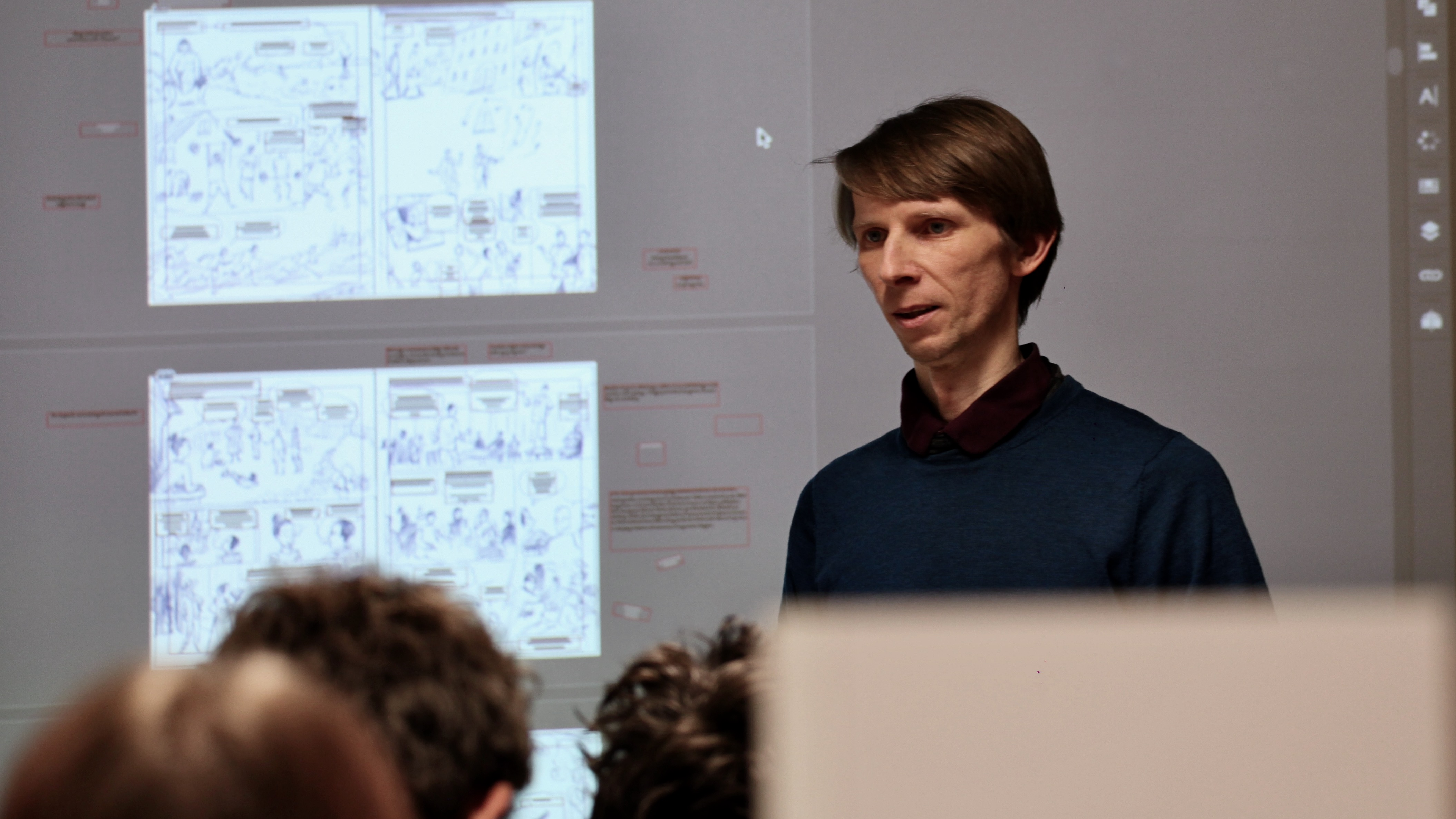
Der estnische Illustrator und Comiczeichner Joonas Sildre bei seiner Buchpräsentation (Tartu, Estland, Januar 2024)

Joonas Sildre (* 24. Januar 1980 in Tallinn) ist ein estnischer Karikaturist, Buchillustrator und Schriftsteller.

## Leben und Werk
Sildre studierte von 1999 bis 2004 an der Estnischen Kunstakademie und lebt als freiberuflicher Künstler in Tallinn.
Sein Werk umfasst Comics, die er teilweise mit seiner Frau, der Künstlerin Elina Sildre verfasst, Karikaturen, Buchillustrationen und grafische Romane. Sein bisher größter Erfolg war sein grafischer Roman über das Leben des estnischen Komponisten Arvo Pärt, der 2018 auf Estnisch und 2021 in deutscher Übersetzung erschienen ist. Die Kritik begrüßte und lobte das Werk als „ersten grafischen Roman Estlands“ und „ersten Roman über Arvo Pärt“.

## Bibliografie
- Maailma naba. Kontseptsioon: Joonas Sildre ja Elina Sildre. Lugu-Loom [Haapsalu] 2009, 34 S.
- Kuukassi koerused kosmoses. Pilt ja värvid: Joonas ja Elina Sildre. Tallinna Keskraamatukogu, Tallinn 2015, 63 S.
- Kahe heli vahel. Graafiline romaan Arvo Pärdist. Laulasmaa: Arvo Pärdi Keskus 2018, 222 S.

Deutsche Übersetzung: Zwischen zwei Tönen. Aus dem Leben des Arvo Pärt. Eine Graphic Novel. Aus dem Estnischen von Maximilian Murmann. Voland & Quist, Berlin / Dresden 2021, 222 S.